# Cúp Baltic 2022
Cúp Baltic 2022 là lần thứ 29 mà giải đấu được tổ chức, một giải đấu bóng đá quốc tế với sự góp mặt của các nước Baltic. Iceland đã giành được danh hiệu đầu tiên của họ và là đội khách mời đầu tiên trong giải đấu từng giành được nó.

## Thể thức thi đấu
Iceland là khách mời của giải đấu, tham gia cùng với Estonia, Latvia và Litva, do đó thể thức đấu loại trực tiếp lần đầu tiên được áp dụng kể từ Cúp Baltic 2012. Loạt sút luân lưu được sử dụng để phân định thắng thua nếu trận đấu kết thúc với tỷ số hòa sau 90 phút thi đấu chính thức.

## Kết quả
|  | Bán kết              | Bán kết     |                       |       | Chung kết | Chung kết |
|  |                      |             |                       |       |           |           |
|  | 17 tháng 11 – Riga   |             |                       |       |           |           |
|  |                      |             |                       |       |           |           |
|  | Latvia (p)           | 1 (5)       |                       |       |           |           |
|  | Latvia (p)           | 1 (5)       | 19 tháng 11 – Tallinn |       |           |           |
|  | Estonia              | 1 (3)       |                       |       |           |           |
|  | Estonia              | 1 (3)       | Latvia                | 1 (7) |           |           |
|  | 17 tháng 11 – Kaunas |             | Latvia                | 1 (7) |           |           |
|  |                      | Iceland (p) | 1 (8)                 |       |           |           |
|  | Litva                | Iceland (p) | 1 (8)                 | 0 (5) |           |           |
|  | Litva                |             |                       | 0 (5) |           |           |
|  | Iceland (p)          | 0 (6)       |                       |       |           |           |
|  | Iceland (p)          | 0 (6)       | Tranh hạng ba         |       |           |           |
|  |                      |             |                       |       |           |           |
|  | 19 tháng 11 – Riga   |             |                       |       |           |           |
|  |                      |             |                       |       |           |           |
|  | Estonia              | 2           |                       |       |           |           |
|  | Estonia              | 2           |                       |       |           |           |
|  | Litva                | 0           |                       |       |           |           |

## Các trận đấu

### Bán kết

#### Latvia vs Estonia
| Latvia                                 | 1–1 | Estonia     |
| -------------------------------------- | --- | ----------- |
| - Krollis 45+2' - Savaļnieks 16' 90+2' |     | - Zenjov 2' |
| Loạt sút luân lưu                      |     |             |
|                                        | 5–3 |             |

| Latvia | Estonia |

#### Litva vs Iceland
| Litva                                                                     | 0–0 | Iceland                                                                 |
| ------------------------------------------------------------------------- | --- | ----------------------------------------------------------------------- |
|                                                                           |     |                                                                         |
| Loạt sút luân lưu                                                         |     |                                                                         |
| - Girdvainis - Gineitis - Novikovas - Golubickas - Baravykas - Žebrauskas | 5–6 | - Guðjohnsen - Þórðarson - Sigurðsson - Anderson - Ingason - Þrándarson |

| Litva | Iceland |

### Tranh hạng ba

#### Estonia vs Litva
| Estonia                    | 2–0 | Litva |
| -------------------------- | --- | ----- |
| - Zenjov 65' - Peetson 89' |     |       |

### Chung kết

#### Latvia vs Iceland
| Latvia            | 1–1 | Iceland                   |
| ----------------- | --- | ------------------------- |
| - Cigaņiks 67'    |     | - Jóhannesson 62' (ph.đ.) |
| Loạt sút luân lưu |     |                           |
|                   | 7–8 |                           |